# Списък на фигурите в Анатомията на Грей: IX. Неврология
Фигурите по-долу се срещат в глава IX-та: Неврология от Анатомията на Грей (версия от 1918 г.)

## Устройство нанервната система(Тема 183)
- Фигура 623
- Фигура 624
- Фигура 625
- Фигура 626
- Фигура 627
- Фигура 628
- Фигура 629
- Фигура 630
- Фигура 631
- Фигура 632
- Фигура 633
- Фигура 634
- Фигура 635
- Фигура 636
- Фигура 637
- Фигура 638
- Фигура 639

## Развитие нанервната система(Тема 184)
- Фигура 640
- Фигура 641
- Фигура 642
- Фигура 643
- Фигура 644
- Фигура 645
- Фигура 646
- Фигура 647
- Фигура 648
- Фигура 649
- Фигура 650
- Фигура 651
- Фигура 652
- Фигура 653
- Фигура 654
- Фигура 655
- Фигура 656
- Фигура 657
- Фигура 658
- Фигура 659
- Фигура 660

## Гръбначен мозък(Тема 185)
- Фигура 661
- Фигура 662
- Фигура 663
- Фигура 664
- Фигура 665
- Фигура 666
- Фигура 667
- Фигура 668
- Фигура 669
- Фигура 670
- Фигура 671
- Фигура 672
- Фигура 673
- Фигура 674
- Фигура 675
- Фигура 676

## Главен мозък(Тема 186)
- Фигура 677
- Фигура 678

### Ромбичен мозък(Тема 187)
- Фигура 679
- Фигура 680
- Фигура 681
- Фигура 682
- Фигура 683
- Фигура 684
- Фигура 685
- Фигура 686
- Фигура 687
- Фигура 688
- Фигура 689
- Фигура 690
- Фигура 691
- Фигура 692
- Фигура 693
- Фигура 694
- Фигура 695
- Фигура 696
- Фигура 697
- Фигура 698
- Фигура 699
- Фигура 700
- Фигура 701
- Фигура 702
- Фигура 703
- Фигура 704
- Фигура 705
- Фигура 706
- Фигура 707
- Фигура 708
- Фигура 709

### Среден мозък(Тема 188)
- Фигура 710
- Фигура 711
- Фигура 712
- Фигура 713
- Фигура 714

### Преден мозък(Тема 189)
- Фигура 715
- Фигура 716
- Фигура 717
- Фигура 718
- Фигура 719
- Фигура 720
- Фигура 721
- Фигура 722
- Фигура 723
- Фигура 724
- Фигура 725
- Фигура 726
- Фигура 727
- Фигура 728
- Фигура 729
- Фигура 730
- Фигура 731
- Фигура 732
- Фигура 733
- Фигура 734
- Фигура 735
- Фигура 736
- Фигура 737
- Фигура 738
- Фигура 739
- Фигура 740
- Фигура 741
- Фигура 742
- Фигура 743
- Фигура 744
- Фигура 745
- Фигура 746
- Фигура 747
- Фигура 748
- Фигура 749
- Фигура 750
- Фигура 751
- Фигура 752
- Фигура 753
- Фигура 754
- Фигура 755
- Фигура 756
- Фигура 757

### Устройство нагръбначните нерви(Тема 190)
- Фигура 758
- Фигура 759

### Устройство начерепномозъчните нерви(Тема 191)
- Фигура 760
- Фигура 761
- Фигура 762
- Фигура 763

### Връзка междуглавнияигръбначния мозък(Тема 192)
- Фигура 764

### Themeningesof thebrainandmedulla spinalis(Тема 193)
- Фигура 765
- Фигура 766
- Фигура 767
- Фигура 768
- Фигура 769
- Фигура 770

## Черепномозъчни нерви(Тема 195)

### Обонятелен нерв(Тема 196)
- Фигура 771
- Фигура 772

### Зрителен нерв(Тема 197)
- Фигура 773
- Фигура 774

### Очедвигателен нерв(Тема 198)
- Фигура 775

### Макаровиден нерв(Тема 199)
- Фигура 776

### Троичен нерв(Тема 200)

#### Очен нерв
- Фигура 777

#### Горночелюстен нерв
- Фигура 778
- Фигура 779
- Фигура 780

#### Долночелюстен нерв
- Фигура 781
- Фигура 782
- Фигура 783
- Фигура 784

### Отвеждащ нерв(Тема 201)
- Фигура 785
- Фигура 786
- Фигура 787

### Лицев нерв(Тема 202)
- Фигура 788
- Фигура 789
- Фигура 790

### Езиково-гълтачен нерв(Тема 204)
- Фигура 791
- Фигура 792
- Фигура 793

### Добавъчен нерв(Тема 206)
- Фигура 794

### Подезичен нерв(Тема 207)
- Фигура 795

## Гръбначен нерв(Тема 208)
- Фигура 796
- Фигура 797
- Фигура 798
- Фигура 799

### Theposterior divisions(Тема 209)
- Фигура 800
- Фигура 801
- Фигура 802
- Фигура 803

### Theanterior divisions(Тема 210)

#### Шийно сплетение
- Фигура 804
- Фигура 805
- Фигура 806

#### Мишнично сплетение
- Фигура 807
- Фигура 808
- Фигура 809
- Фигура 810
- Фигура 811
- Фигура 812
- Фигура 813
- Фигура 814
- Фигура 815
- Фигура 816
- Фигура 817
- Фигура 818

### Thethoracic nerves(Тема 211)
- Фигура 819
- Фигура 820
- Фигура 821

### Thelumbosacral plexus(Тема 212)
- Фигура 822
- Фигура 823
- Фигура 824
- Фигура 825
- Фигура 826
- Фигура 827

### Thesacralandcoccygeal nerves(Тема 213)
- Фигура 828
- Фигура 829

#### Sacral plexus
- Фигура 830
- Фигура 831
- Фигура 832
- Фигура 833
- Фигура 834
- Фигура 835
- Фигура 836

#### Pudendal plexus
- Фигура 837

## Thesympathetic nerves(Тема 214)
- Фигура 838
- Фигура 839
- Фигура 840
- Фигура 841
- Фигура 842
- Фигура 843

### Thecervicalportion of thesympathetic system(Тема 216)
- Фигура 844
- Фигура 845

### Thethoracicportion of thesympathetic system(Тема 217)
- Фигура 846

### Theabdominalportion of thesympathetic system(Тема 218)
- Фигура 847

### The great plexuses of thesympathetic system(Тема 220)
- Фигура 848
- Фигура 849